# Kamitonda
Kamitonda (Japans: 上富田町,Kamitonda-cho) is een gemeente in het Japanse district Nishimuro, in de prefectuur Wakayama. De gemeente heeft een oppervlakte van 57,49 km² en had op 1 maart 2008 ongeveer 14.780 inwoners. De rivier Tondagawa stroomt door de gemeente. Kamitonda werd in 1958 een gemeente (cho).  

## Bezienswaardigheden
Elk jaar wordt er in Kamitonda de Kishu Kuchikumano Marathon gelopen. 

## Verkeer
- Wegen:

Kamitonda ligt aan de autowegen 42 en 311.
- Trein :

Kamitonda ligt aan de Kisei-lijn van JR West: 
- - Shirahama - Station Asso - Tanabe